# Zanussi
La Industrie Zanussi S.p.A., meglio nota come Zanussi, è stata un'azienda italiana produttrice di elettrodomestici con sede a Pordenone. Fondata nel 1916, nel secondo dopoguerra divenne la maggiore azienda nazionale del settore; nel 1984 passò sotto il controllo della multinazionale svedese Electrolux. 
Cessata di esistere come azienda nel 1995, il marchio Zanussi viene ancora impiegato per elettrodomestici venduti al di fuori dell'Italia e per le apparecchiature per la ristorazione. 

## Storia

### La Antonio Zanussi Pordenone: da ditta artigiana a piccola industria (1916-1946)

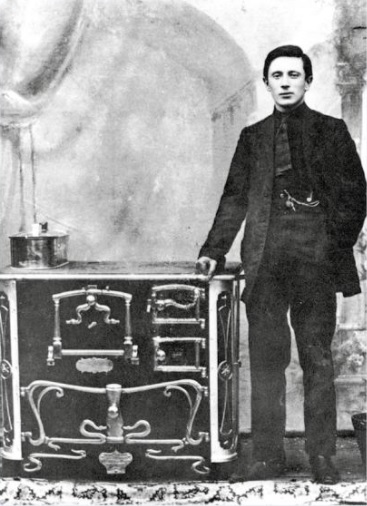
Antonio Zanussi, fondatore dell'azienda, in una foto del 1920

L'Officina Fumisteria Antonio Zanussi, ditta artigiana specializzata nella fabbricazione e riparazione di cucine a legna, fu fondata nel 1916 a Pordenone su iniziativa di Antonio Zanussi (1890-1946). Le attività ebbero inizio in un laboratorio che misurava 30 m², edificato su un terreno in Corso Garibaldi all'angolo di Via De Paoli, dove lavoravano inizialmente 3 operai. Nel 1926, Zanussi ingrandì la sua officina - la cui ragione sociale diventava Antonio Zanussi Pordenone - che arrivò a misurare 120 m², ed intuì la necessità di procedere a una minima standardizzazione del prodotto, con la fabbricazione della cucina a legna con piastra in ghisa modello AZP, che riscontrò successo commerciale e fu destinata all'esportazione.
Il numero di addetti in quel periodo salì a 10, poi a 19 (18 operai ed un'impiegata), a 25 nei primi anni trenta. Nel 1933, Zanussi fondò il marchio Rex, nome da lui scelto in omaggio al transatlantico italiano comandato da Francesco Tarabotto, che in quell'anno conquistò il nastro azzurro per aver fatto una lunga traversata da Genova a New York. Il primo modello di cucina commercializzato con questo nuovo marchio fu il Rex 503, che riscosse un grande successo commerciale per la ditta friulana, che nel 1934 contava 40 addetti. In quello stesso anno, le attività furono spostate in un nuovo stabilimento di 2.000 m² coperti in via Montereale, edificato su un terreno di proprietà dei suoceri dello Zanussi, e la produzione fu estesa a quella delle grandi cucine per alberghi e comunità.
La Antonio Zanussi Pordenone si avviò verso la trasformazione da ditta artigiana a piccola industria locale: nel 1935, fu lanciata la cucina a legna Patent, venduta in Italia ma soprattutto in Austria e Germania, e un'importante ordinazione di cucine da campo destinate alla Guerra d'Etiopia, da parte del Governo, favorì il consolidamento dell'azienda mediante l'ampliamento della fabbrica, il raddoppio della superficie coperta, un'ulteriore crescita della manodopera occupata, arrivata a 100 persone, e l'estensione della produzione, che registrava una capacità di 6.000 unità annuali.
La Seconda guerra mondiale non interruppe le attività dell'azienda, che nel 1943 creò all'interno della fabbrica una fonderia. Maggiori difficoltà si riscontrarono al termine del conflitto, che per le difficoltà di approvvigionamento di materie prime e le riduzioni degli ordini, fecero scendere l'organico dell'azienda. Nel 1946, Zanussi morì improvvisamente, e la conduzione della sua azienda passò ai suoi due figli maggiori Guido (1917-1999) e Lino (1920-1968), che assunsero rispettivamente i ruoli di presidente e di amministratore delegato.

### L'era Lino Zanussi (1946-1967)

Lino Zanussi, amministratore delegato dell'azienda dal 1946 al 1968

Il passaggio dell'impresa alla seconda generazione, rappresentata da Guido e Lino Zanussi, figli del fondatore Antonio, portò ad un'ulteriore sviluppo della medesima, che si avviava ad assumere dimensioni sempre più importanti. Dei due fratelli il più intraprendente fu Lino, che nel 1946, con il consenso di Guido, fece ampliare lo stabilimento portando l'area coperta a 10.000 m², il numero dei dipendenti a 250 e partecipando, l'anno seguente, nel 1947, alla prima edizione della Fiera Campionaria di Pordenone, con la proposta di un nuovo prodotto, la cucina a legna Super Rex 505, che verrà prodotta per un decennio.
Nel 1949, l'azienda friulana produsse i primi fornelli a gas, con il modello Rex 401, un prodotto innovativo, lanciato nel 1951, che riscosse ampio consenso sul mercato in Europa. L'avvio di questo tipo di produzione fu agevolata dagli accordi con la Liquigas e con AGIP, che fornivano a supporto le bombole di GPL. Un'operazione che si trasformò in un grande successo commerciale, grazie al quale la Zanussi riusciva a vendere annualmente mezzo milione di fornelli. Inoltre ci fu una forte crescita nell'utilizzo domestico di bombole di gas liquido.
Il numero di addetti salì a 300 unità, e la costante crescita dell'azienda, nel 1952 divenuta società in accomandita semplice con la ragione sociale Fratelli Zanussi S.a.s., imposero l'apertura di un altro insediamento produttivo di 5.000 m², avvenuta nel 1954 a Porcia, lungo la Strada statale 13 Pontebbana, dove fu avviata la produzione dei primi modelli di frigoriferi, il Rex 301 da 145 litri e il Rex 302 da 170 litri, su licenza della Necchi di Pavia, fornitrice dei compressori. Nel 1955 sorse un altro stabilimento a Vallenoncello, che avviò la produzione di componenti elettrici, meccanici ed elettromeccanici, e negli anni successivi la linea squadrata dei frigoriferi Tropic System. L'attività produttiva di Zanussi si svolse su larga scala e nel 1957, alla vigilia dell'apertura del Mercato europeo comune, fabbricava 250.000 pezzi all'anno, che esportava ampiamente in Europa. Nel 1958, su licenza della statunitense White-Westinghouse, fu prodotta la prima lavatrice semiautomatica, la Rex 201.
Nel 1960, Zanussi fece ingresso nel settore dell'elettronica di consumo con l'avvio della produzione dei primi televisori, in realtà assemblati con componenti forniti da terzi e con telai dell'Ultravox di Milano. L'anno successivo, nel 1961, uscì il televisore Rex 27, progettato dall'azienda. La divisione elettronica, alla cui guida vi era l'ingegner Giorgio Tranzocchi, al marchio Rex ne affiancherà altri due, Naonis creato nel 1962 e destinato ad una clientela femminile, e Sèleco creato nel 1965. Intanto, nel 1962, l'azienda friulana ricevette il Premio Compasso d'oro per la cucina Rex 700, per la linea e la semplicità costruttiva.
Nel 1963, l'azienda fu trasformata in società per azioni ed assunse la denominazione Industrie A. Zanussi S.p.A.. Nello stesso anno, le esportazioni costituivano il 25% della produzione, e fu creata la prima filiale commerciale estera a Parigi. Zanussi nel 1964 avviò anche l'attività come terzista per conto di due aziende, la statunitense Hoover e la tedesca Linde; nel 1965, fondò a Madrid la consociata Ibérica de Electrodomésticos S.A., meglio nota come Ibelsa, per la produzione e distribuzione degli elettrodomestici sul mercato spagnolo; nel 1966, divenne fornitrice per l'azienda tedesca AEG. Zanussi, a metà anni sessanta contava 8.600 dipendenti, e raggiunta la saturazione della propria capacità interna, procedette a una politica di acquisizioni di aziende di medie dimensioni, iniziata nel 1967 rilevando la Becchi di Forlì, e la STICE di Scandicci, in provincia di Firenze.

### La gestione Mazza: espansione e declino della Zanussi (1968-1983)

Lamberto Mazza, presidente della Zanussi dal 1968 al 1982

Il 18 giugno 1968, Lino Zanussi trovò la morte mentre viaggiava in aereo verso la Spagna, assieme a tutti gli altri passeggeri, suoi collaboratori, e ai due piloti. La famiglia Zanussi affidò la guida dell'azienda a Lamberto Mazza, che dal 1960 vi ricopriva il ruolo di consulente finanziario.
La Zanussi di Mazza tentò di ovviare alle difficoltà nel mercato degli elettrodomestici bianchi, manifestatesi negli anni settanta, mediante una politica di crescita esterna in cui non era sempre agevole distinguere tra ricerca di economicità gestionale, logiche puramente finanziarie e tendenza a un rapporto privilegiato col potere politico sia a livello locale che nazionale. Nel 1969-70, Zanussi acquisì il controllo delle aziende Aspera Est (produttrice di compressori), Castor, SOLE (componenti elettronici), Triplex e Zoppas, assumendo così le dimensioni e le caratteristiche di un gruppo industriale. La politica espansiva dell'azienda friulana non fu limitata solo all'Italia, poiché nello stesso periodo, in Spagna creò la Zanussi Industrial S.A., per la produzione e vendita di grandi impianti, ed avviò un rapporto di collaborazione con l'azienda metalmeccanica jugoslava Rade Končar.  Nel 1971, a Campoformido fu aperto lo stabilimento per la produzione di televisori a colori. A livello societario si registrava l'uscita del presidente onorario Guido Zanussi, e più tardi, nel 1973 l'ingresso della multinazionale tedesca AEG-Telefunken, che acquisì il 20% delle quote. Nello stesso anno, Triplex e Zoppas furono fuse per incorporazione nel Gruppo friulano.
Nel 1974, Zanussi creò la propria divisione ricerca e sviluppo, con il compito di individuare e di approntare lo sviluppo di nuovi prodotti che attirino gli obiettivi di diversificazione delle produzioni del Gruppo. Nel 1975-77, furono rilevate ed assorbite altre imprese, la Elettropompe e Motori Frazionati di Rovigo, la Stifer di Pomezia (produttrice di congelatori), lo stabilimento di Sambuceto, in provincia di Chieti, della Smalteria Abruzzese, fu acquisita la maggioranza della Ducati Elettromeccanica, divisione della casa motociclistica di Bologna, e successivamente assorbita, ed entrò nel settore della commercializzazione dei distributori automatici con la creazione della Zanussi Vending S.p.A..
Nel 1978, avvenne il cambio di ragione sociale in Industrie Zanussi S.p.A.. Nello stesso anno, il Gruppo pordenonese riacquistò il 20% delle azioni possedute dalla AEG-Telefunken, ed attuò lo scorporo della divisione elettronica conferita alla società Zanussi Elettronica S.p.A., e la trasformazione della SOLE in Zanussi Elettromeccanica S.p.A.. L'anno successivo, nel 1979, fu aperto lo stabilimento di Spilimbergo destinato alle produzioni edilizie, e furono stabiliti accordi di collaborazione industriale con l'austriaca Voest-Alpine (che acquisì il 10% delle azioni del Gruppo) e con la giapponese Hitachi. Nel 1980, Zanussi acquisì la maggioranza della sua consociata spagnola Ibelsa, arrivando a possederne il 75%, e di cui fino a prima era socio paritetico con il Grupo Fierro. Nel 1981-82, rilevò alcune piccole imprese del Pordenonese, e perfino il pacchetto di maggioranza del club calcistico dell'Udinese.
Il Gruppo Zanussi, maggiore azienda italiana produttrice di elettrodomestici per dimensioni e fatturato, precipitò successivamente in una grave crisi finanziaria, conseguenza dell'indebitamento generato dalle varie acquisizioni di aziende compiute nel corso del decennio settanta-ottanta, nonché alle difficoltà di mercato riscontrate nel settore degli elettrodomestici, che furono ancor più gravi in quello dell'elettronica di consumo, dove la tardiva introduzione della televisione a colori in Italia, avvenuta solo nel 1977, mise in ginocchio le industrie italiane del settore. La sua situazione finanziaria diventata insostenibile e determinò il default: nel 1982, il deficit superò i 130 miliardi di lire, e nel giugno dell'anno successivo, il 1983, si verificarono importanti cambiamenti all'interno del Gruppo, in cui aveva fatto ingresso la Consortium, società del Gruppo Mediobanca, che esautorò Mazza dalla guida dell'azienda per sostituirlo con il manager Umberto Cuttica, nominato nuovo presidente dal consiglio di amministrazione.

### L'ingresso e la fusione per incorporazione nel Gruppo Electrolux (1984-1995)

Logo della multinazionale svedese Electrolux AB

Nel corso della presidenza di Cuttica, durata poco meno di un anno, il Gruppo fu costretto ad avviare un'ampia opera di ristrutturazione, con la chiusura di stabilimenti, riduzione di personale, ricorsi alla cassa integrazione, e conferimento di alcune attività verso altre società. A questo piano contribuì anche la Regione Friuli-Venezia Giulia con un intervento finanziario di 75 miliardi, ma a condizione che l'azienda fosse rimasta di proprietà italiana. Nell'aprile 1984, Cuttica si dimise dalla presidenza delle Industrie Zanussi, e il consiglio di amministrazione nominò al suo posto Gianfranco Zoppas, genero di Lino Zanussi.
Zoppas avviò le trattative per la cessione del Gruppo friulano, per il quale si erano fatti avanti due acquirenti stranieri, la francese Thomson-Brandt e la svedese Electrolux. Palese era dunque la volontà da parte degli Eredi Zanussi di vendere la loro azienda di famiglia, e le trattative per la sua cessione ebbero conclusione il 14 dicembre 1984, con il passaggio del suo 49% alla Electrolux. Le altre quote di partecipazione erano così ripartite: Mediobanca, Fiat, IMI e Crediop 8,17% ciascuno, Efibanca 4,33%, Regione FVG 10,58%, ed Eredi Zanussi 2,88%. A Electrolux l'acquisto della Zanussi costò 209 miliardi di lire, una cifra che comprendeva le spese per il risanamento, il valore pattuito e l'aumento di capitale. Il debito di 1.000 miliardi di lire con le banche creditrici, di cui 345 straniere, fu garantito con delle fideiussioni bancarie. Nello stesso periodo, attraverso la Zanussi Elettronica, il Gruppo friulano creò la Sèleco S.p.A., dove confluì il ramo dell'elettronica di consumo e la produzione con l'omonimo marchio, di cui era socio con una quota del 45,26%, assieme alla REL, finanziaria pubblica del Ministero dell'Industria, azionista di maggioranza con il 49%, e la Indesit, possessore del suo 5,74%.
La proprietà svedese nominò i nuovi componenti dell'organigramma del Gruppo friulano, in cui figurarono Gian Mario Rossignolo come presidente, Hans Werthén vicepresidente, e Claudio Verri amministratore delegato e direttore generale. Nel 1986, venne attuato l'aumento del capitale sociale da 133,2 miliardi di lire a 216 miliardi, e nel contempo la quota di partecipazione della Electrolux nella Zanussi salì al 90%. Grazie all'acquisizione della Zanussi, Electrolux divenne il primo produttore europeo di elettrodomestici, e penetrò nel mercato italiano dove fino a prima era scarsamente presente. Due anni più tardi, nel 1988, attraverso la Zanussi Grandi Impianti acquisì il controllo della Alpeninox, società operante nel settore della refrigerazione collettiva.
L'azienda friulana, salvata dal fallimento da parte della multinazionale scandinava, migliorò gradualmente la propria situazione finanziaria, ricorrendo però a riduzione di personale e dismissioni di alcune unità produttive. Negli stabilimenti esclusi dalla chiusura e dalla delocalizzazione, come quello di Porcia, dalla produzione integrale degli elettrodomestici si passava all'assemblaggio degli stessi, poiché nel corso degli anni novanta nel Pordenone si sviluppò un importante indotto costituito piccole imprese manifatturiere specializzate nella subfornitura dei componenti. Zanussi mantenne per molto tempo una sua autonomia all'interno del Gruppo Electrolux, che dell'azienda friulana acquisì il controllo del suo 100% nel novembre 1994, e per effetto di questa operazione fu successivamente incorporata e assorbita dalla multinazionale svedese, che trasferì le sue attività nella nuova consociata Electrolux-Zanussi S.p.A..

## Informazioni e dati

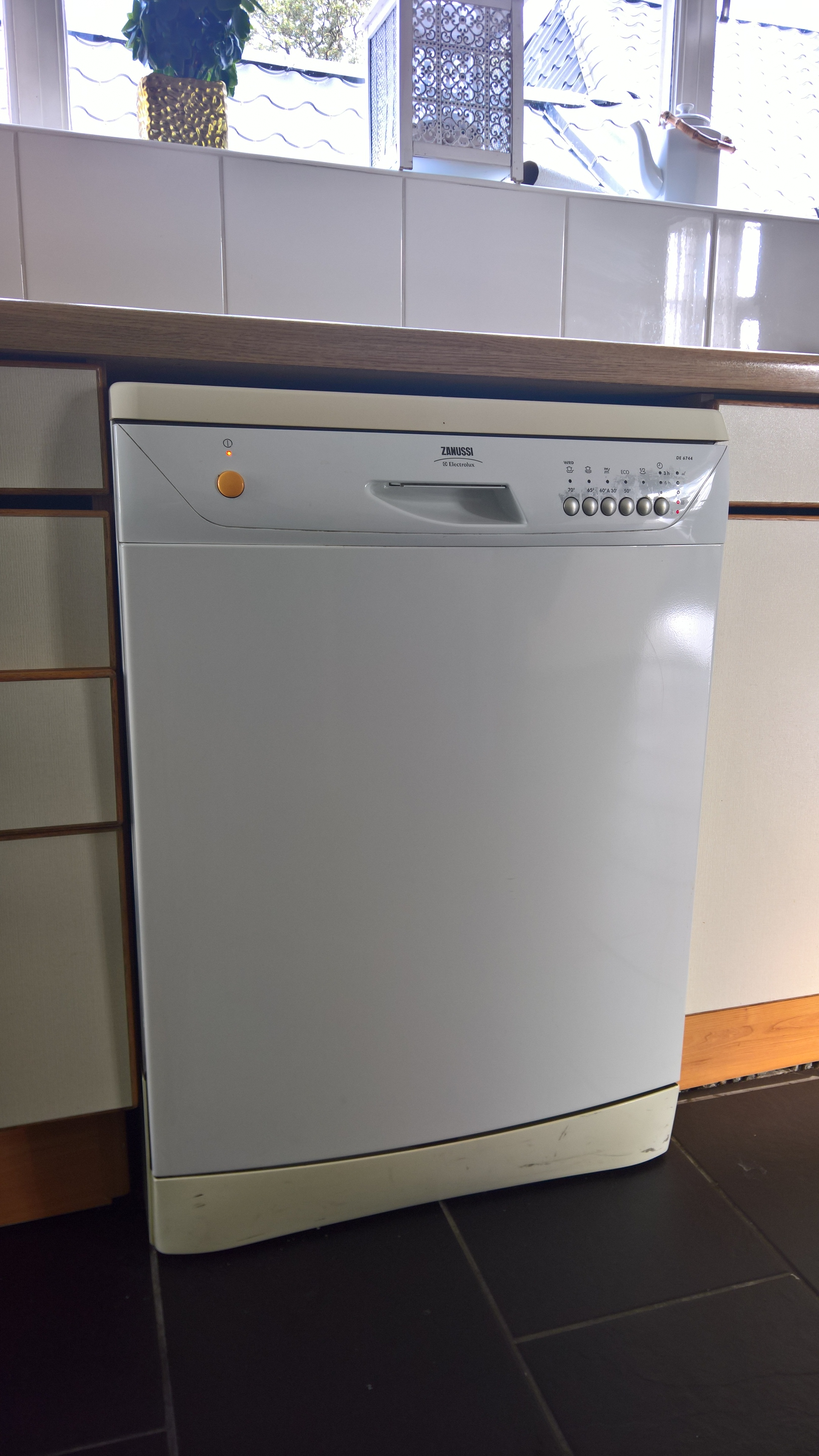
Una lavastoviglie Zanussi

La Industrie Zanussi S.p.A., con sede a Pordenone, è stata un'azienda metalmeccanica la cui attività principale era rappresentata dalla produzione e commercializzazione di elettrodomestici con i marchi Rex, Castor, Triplex e Zoppas. Dalla fine degli anni settanta era strutturata come una holding, e nel 1992 controllava le seguenti società, ciascuna attiva in un determinato settore:
- Zanussi Elettrodomestici S.p.A. (produzione elettrodomestici)
- Zanussi Elettromeccanica S.p.A. (produzione compressori)
- Zanussi Componenti Plastica S.p.A. (produzione materiale plastico)
- Zanussi Metallurgica S.p.A. (produzione di componenti in ghisa, alluminio e rame)
- Zeltron S.p.A. (progettazione sistemi elettronici)
- Zanussi Italia S.p.A. (distribuzione commerciale)
- P & O Centro Servizi S.p.A. (vendita e assistenza)
- Zanussi Grandi Impianti S.p.A. (produzione di elettrodomestici per uso professionale)
- Zanussi Vending S.p.A. (distributori automatici)
- Alpeninox S.p.A. (produzione refrigeratori professionali)[28]

Nel 1981, anno di massima espansione del Gruppo friulano, il settore elettrodomestico ed elettronico ebbero una capacità produttiva annuale di oltre 4 milioni di apparecchiature: 1,5 milioni di frigoriferi, di 1,2 milioni di lavabiancheria, di 500.000 congelatori, di 450.000 cucine, di 250.000 lavastoviglie e di 200.000 televisori, che costituivano il 30% della produzione nazionale, il 60% della quale venduta all'estero. Nell'anno del default, il 1982, Zanussi era la ventunesima impresa industriale italiana, con un fatturato di 862,2 miliardi di lire, una perdita d'esercizio di 130,2 miliardi, ed un numero di dipendenti pari a 13.930 unità. All'estero era presente con 14 filiali commerciali ed esportava in 70 paesi, e fin dagli anni settanta era leader di mercato in Italia con una quota del 35%, e tra i primi in Europa con una quota del 15%. Contava inoltre 50 stabilimenti di produzione in Italia e Spagna.
Gli ultimi dati finanziari sono del 1994, in cui Zanussi realizzò un fatturato di 4,3 mila miliardi di lire, un utile netto di 225,9 miliardi, ed impiegava 20.480 dipendenti.
Il marchio Zanussi dal 1995 è utilizzato negli elettrodomestici della Electrolux commercializzati fuori dall'Italia, e nelle attrezzature professionali per la cottura, la refrigerazione e il lavaggio, prodotte nello stabilimento di Vallenoncello dalla Electrolux Professional S.p.A. (ex Zanussi Grandi Impianti), divisione professionale del Gruppo scandinavo.

## Premi e segnalazioni
- Premio Compasso d'oro 1962 per la cucina Rex 700
- Premio Compasso d'oro 1967 per la lavabiancheria Rex P5
- Premio Compasso d'oro 1981 per l'immagine aziendale e tutta la produzione
- Due medaglie d'oro alla Biennale del Design di Lubiana nelle edizioni BIO 12 e BIO19
- Premio Goed Industrieel Ontwerp (Paesi Bassi) nel 1987, 1991, 1999 e 2001
- SAMI du design al Salone delle Arti Domestiche di Parigi nel 1990
- Premio Design Prestige di Brno nel 1997
- 3 segnalazioni d'onore al Premio Compasso d'oro 1998, 2001 e 2004
- Premio De Diseño MCMXCVIII. XVI Fiera internazionale di L'Avana, Cuba 1998.
- 10 premi Good Design Award del Chicago Athenaeum nel 1999, 2000, 2001, 2002, 2003 e 2004

## Sponsorizzazioni
Zanussi è stata sponsor ufficiale del Real Madrid, una delle più importanti squadre calcistiche del mondo, dalla stagione 1982-83 alla stagione 1984-85.